# Gmina Leroy (hrabstwo Benton)

Położenie Gminy Leroy w hrabstwie Benton

Gmina Leroy (ang. Leroy Township) – gmina w USA, w stanie Iowa, w hrabstwie Benton. Według danych z 2000 roku gmina miała 1099 mieszkańców.